# Ciutadans Compromesos
Ciutadans Compromesos (CC; deutsch Engagierte Bürger) ist eine politische Partei im Fürstentum Andorra, die hauptsächlich in der Gemeinde La Massana aktiv ist. Das Bündnis wurde 2011 für die in dem Jahr stattgefundenen Kommunalwahlen gegründet.

## Geschichte
Bei den Kommunalwahlen in La Massana 2011 gelang der Partei mit 48,3 % und 9 Mandaten der erstmalige Einzug in das dortige Parlament. Bei der Kommunalwahl 2015 steigerte sich das Ergebnis auf 77,6 % und 11 der 12 verfügbaren Mandate. Bei der darauf folgenden Kommunalwahl 2019 erreichte sie als alleinige angetretene Kraft im Bündnis mit Demòcrates per Andorra und Partit Liberal d’Andorra in La Massana mit allen Stimmen sämtliche 12 Mandate.
Ab 2019 schlug die Partei den Weg in die nationale Politik ein. Bei der Parlamentswahl 2019 zog sie über die beiden gewonnenen Mandate der Kommunalliste in La Massana in den Generalrat der Täler ein.

## Wahlergebnisse
| Jahr                | Stimmen | Anteil | Mandate | Platz |
| ------------------- | ------- | ------ | ------- | ----- |
| Parlamentswahl 2019 | 1.136   | 6,7    | 2 / 28  | 5.    |